# Martin Joseph Schlimbach

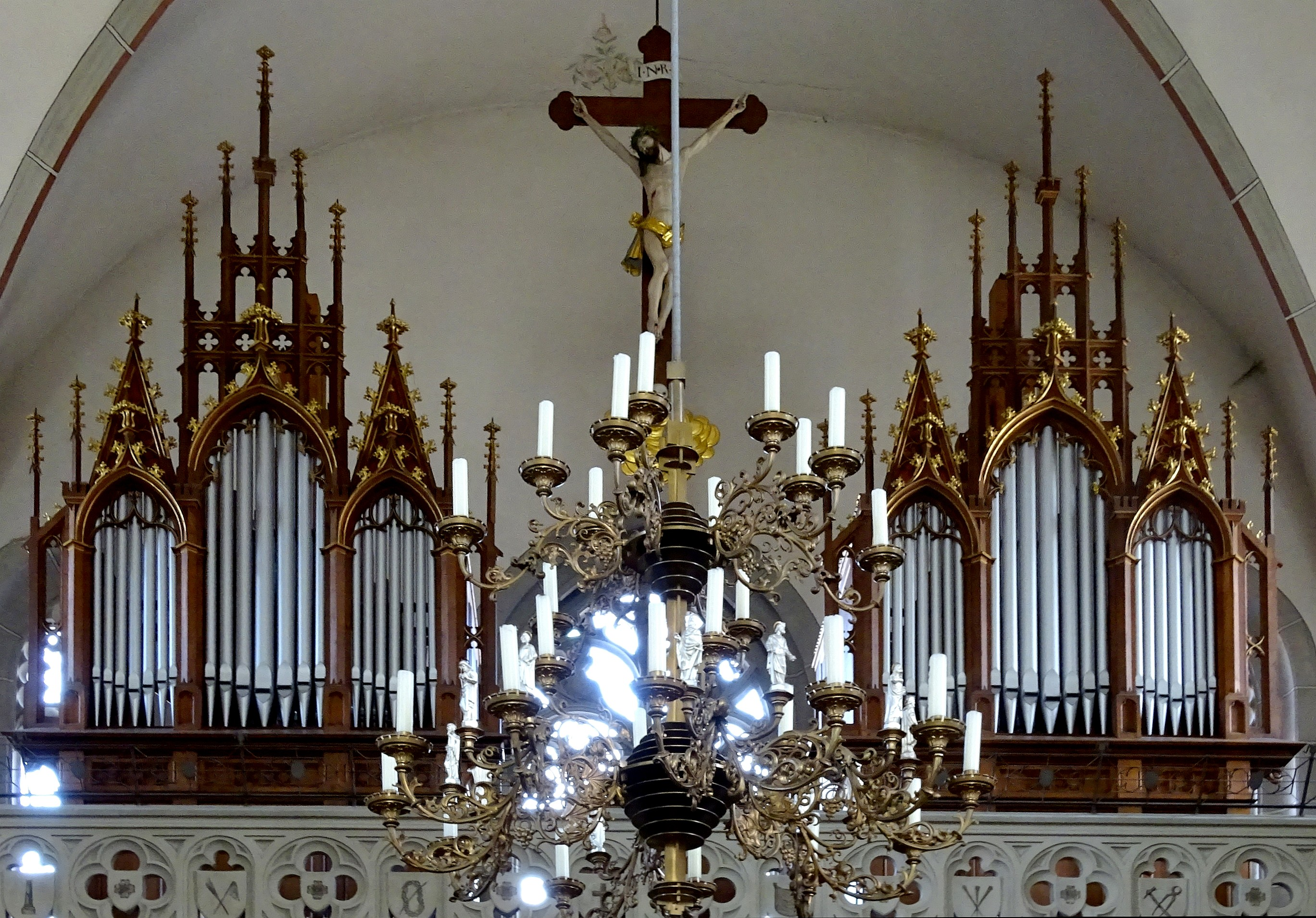
Prospekt der Schlimbach-Orgel von 1890 in der Ritterkapelle Haßfurt (Main)

Martin Joseph Schlimbach (* 28. Januar 1841 in Würzburg; † 12. April 1914 ebenda) war ein deutscher Orgel- und Instrumentenbauer.

## Biographie
Er gehörte der Orgelbauer-„Dynastie“ Schlimbach an. Sein Vater Ernst Balthasar Schlimbach (* 1. April 1807 Bad Königshofen; † 30. August 1896 Würzburg), Sohn des Instrumentenbauers Johann Caspar Schlimbach (* 30. Juli 1777 in Merkershausen; † vor 21. Mai 1861 in Bad Königshofen), übernahm 1836 die verwaiste Werkstätte des ehemaligen Hoforgelbaumeisters Johann Philipp Albert Seuffert in Würzburg und führte den Handwerksbetrieb mit Erfolg weiter.
1873 übergab Ernst Balthasar Schlimbach die Leitung des Orgelbaubetriebs an seinen Sohn Martin Joseph, unter dem der Umbau vom Handwerksbetrieb zur Manufaktur mit zunehmender Produktivität erfolgte. Handwerkliche Präzision in der Herstellung sowie hochwertige Materialien und an französische Vorbilder erinnernde Intonationskunst verhalfen den Würzburger Schlimbach-Orgeln bis zum Ersten Weltkrieg zu einem besonderen Ruf, so dass sich ihr Verbreitungsgebiet von Mainfranken nach Nordbaden und besonders an den Mittelrhein ausdehnte. 1913 übergab er die Firmenleitung seinem Sohn Alfred Schlimbach. Martin Joseph Schlimbach fand seine letzte Ruhestätte im Grab der Familie Schlimbach auf dem Würzburger Hauptfriedhof.

## Werkliste (Auswahl)
In den Würzburger Werkstätten entstanden in den Jahren von 1836 bis 1915 mindestens 250 Orgelwerke. Die Schlimbach-Orgeln aus den Würzburger Werkstätten haben die Orgelkultur im katholischen Bistum Würzburg in der 2. Hälfte des 19. Jahrhunderts entscheidend geprägt.
Kursivschreibung zeigt an, dass die Orgel nicht mehr oder nur noch der Prospekt erhalten ist. In der fünften Spalte bezeichnet die römische Zahl die Anzahl der Manuale, ein großes „P“ ein selbstständiges Pedal. Die arabische Zahl gibt die Anzahl der klingenden Register an. Die letzte Spalte bietet Angaben zum Erhaltungszustand und zu Besonderheiten sowie Links mit weiterführender Information.
| Jahr | Ort                          | Gebäude                                | Bild                  | Manuale | Register | Bemerkungen |
| ---- | ---------------------------- | -------------------------------------- | --------------------- | ------- | -------- | --- |
| 1876 | Ochsenfurt                   | Wolfgangskapelle                       |                       | I/P     | 6        | erhalten, 1989 generalüberholt → Orgel                                                                                             |
| 1880 | Allersheim                   | St. Walburga und St. Georg             |                       | I/P     | 7        | Umbau der Orgel von Johann Hoffmann (1721), später Umsetzung nach Goldbach                                                         |
| 1880 | Amorbach                     | St. Gangolf                            |                       | II/P    | 21       | umgebaut erhalten |
| 1880 | Assmannshausen               | Heilig Kreuz                           |                       | II/P    | 13       | Neubau opus 106, 2020/2021 Restaurierung durch Orgelbau Vleugels                                                                   |
| 1884 | Bingen am Rhein              | St. Martin                             |                       | III/P   | 42       | größtes Werk; nicht erhalten; 1971 durch Neubau von Paul Ott ersetzt → Orgel                                                       |
| 1886 | Würzburg                     | Dom                                    |                       | II/P    | 29       | nicht erhalten; 1937 ersetzt durch Neubau von Klais → Orgel                                                                        |
| 1886 | Margetshöchheim              | St. Johannes der Täufer                |                       | I/P     | 10       | 1954 umgebaut und erweitert durch Gustav Weiß (II/21, elektropneumatische Kegelladen)                                              |
| 1889 | Meiningen                    | Stadtkirche                            |                       | II/P    | 38       | opus 130; drittgrößtes Werk → Orgel; 1932 Erweiterungsumbau durch Walcker zur „Reger-Orgel“ (Foto)                                 |
| 1890 | Haßfurt                      | Ritterkapelle                          |                       | II/P    | 20       | erhalten → Orgel |
| 1892 | Klingenberg am Main          | St. Pankratius                         |                       | II/P    | 26       | erhalten; größte Schlimbach-Orgel im Bistum Würzburg; 1999 restauriert; 2021 erneute Renovierung geplant → Orgel                   |
| 1894 | Gefäll (Burkardroth)         | St. Antonius                           |                       | I/P     | 8        | offenbar erhalten → Orgel |
| 1894 | Gau-Algesheim                | St. Cosmas und Damian                  |                       | II/P    | 25       | nicht erhalten, 1967 Neubau durch Oberlinger                                                                                       |
| 1895 | Apolda                       | St. Bonifatius                         |                       | II/P    | 21       | 1920 geringfügig umgebaut und um ein Register erweitert → Orgel                                                                    |
| 1895 | Bingen am Rhein              | Rochuskapelle                          |                       | II/P    | 19       | erhalten; ohne Prospekt in einer Kammer über dem südlichen Seitenschiff → Orgel                                                    |
| 1896 | Bronnbach                    | Mariä Himmelfahrt                      |                       | II/P    | 25       | erhalten; restauriert durch OB Vleugels                                                                                            |
| 1900 | Würzburg                     | St. Burkard                            |                       | III/P   | 40       | 1945 verbrannt; zweitgrößtes Werk; 2003 Neubau durch Richard Rensch                                                                |
| 1900 | Uttrichshausen               | St. Bonifatius                         |                       | I/P     | 10       | 1953 nach neu St. Bonifatius umgesetzt und mit neuem Gehäuse versehen → Orgel                                                      |
| 1901 | Apolda                       | St. Bonifatius                         |                       | II/P    | 22       | 1920 umgebaut |
| 1901 | Fährbrück                    | Augustinerkloster                      |                       | II/P    | 17       | erhalten → Orgel |
| 1901 | Nieder-Roden                 | St. Matthias                           |                       | II/P    | 19       | bis auf Prospektpfeifen vollständig erhalten restauriert durch Gerhard Walcker-Mayer (2000) restauriert durch Reiner Müller (2014) |
| 1903 | Burglauer                    | St. Peter und Paul                     |                       | II/P    | 21       | restauriert durch Hey Orgelbau (2002 Opus 118)                                                                                     |
| 1903 | Mainz                        | St. Emmeran                            | Schlimbach-Orgel 1940 | II/P    | 26       | 1945 zerstört → Orgel |
| 1904 | Nackenheim                   | St. Gereon                             |                       | II/P    | 17       | Neubau hinter Prospekt von Johannes Kohlhaas (1739) → Orgel                                                                        |
| 1904 | Jügesheim                    | St. Nikolaus                           |                       | II/P    | 15       | 1992 umgebaut und erweitert durch Otmar Börner (III/P)                                                                             |
| 1906 | Rottenberg (Hösbach)         | St. Antonius                           |                       | II/P    | 14       | verändert erhalten; 1979/1999 umgebaut;                                                                                            |
| 1907 | Grombühl (Würzburg)          | St. Josef                              |                       | ?       | ?        | Beim Bombenangriff auf Würzburg am 16. März 1945 zerstört.                                                                         |
| 1907 | Mainz                        | St. Joseph                             |                       | II/P    | 20       | im Krieg zerstört |
| 1909 | Heusenstamm                  | St. Cäcilia (Balthasar-Neumann-Kirche) |                       | II/P    | 19       | Taschenladen mit pneumatischer Traktur Foto zeigt Nachfolgeorgel von Paul Ott von 1979 im historischen Gehäuse.                    |
| 1910 | Bad Brückenau                | Christuskirche                         |                       | II/P    | 14       | erhalten |
| 1910 | Wolkshausen (Gaukönigshofen) | Mariä Verkündigung und St. Markus      |                       | II/P    | 14       | pneumatische Kegelladen; erhalten → Orgel                                                                                          |
| 1910 | Burkardroth                  | St. Petrus in Ketten                   |                       | II/P    | 20       | pneumatische Kegelladen; erhalten → Orgel                                                                                          |
| 1911 | Erbach                       | St. Andreas                            |                       | II/P    | 23       | 1957 eingreifender Umbau durch Hugo Mayer Orgelbau unter Verwendung des Prospekts, der Windladen und des Pfeifenwerks              |

## Klavierbau
Bis heute sind noch Hammer-, Pyramiden- und Giraffenflügel der Fa. Schlimbach erhalten geblieben, die teilweise in einer Sonderausstellung im Mainfränkischen Mueseum im Jahre 2003 gezeigt wurden.